# Флетранж
Флетра́нж (фр. Flétrange) — коммуна во французском департаменте Мозель региона Лотарингия. Относится к кантону Фолькемон.

## География

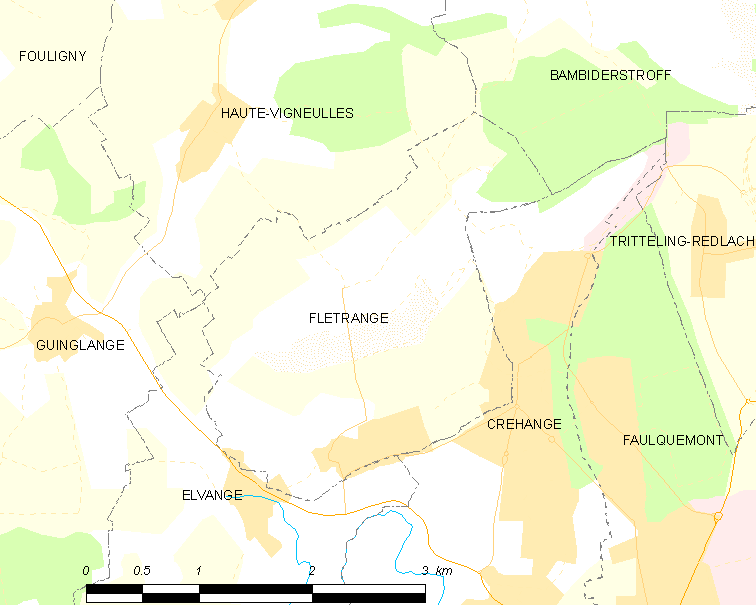
Карта окрестностей Флетранжа.

Флетранж расположен в 29 км к востоку от Меца. Соседние коммуны: Креанж на востоке, Фолькемон на юго-востоке, Эльванж на западе, Генгланж на северо-западе.

## История
- Коммуна бывшего герцогства Лотарингия.
- Бывший бальяж Германии.

## Демография
По переписи 2008 года в коммуне проживало 874 человека.

## Достопримечательности
- Остатки древнеримской усадьбы.
- Церковь Сен-Мартен 1766 года, хоры XVIII века, орган XIX века.
- Часовня Сен-Леонар в Дорвиллере.
- Церковь Сен-Пьер в Дорвиллере XIV века, купол XV века, алтарь XVII века.